# Alistair Petrie
Alistair Petrie (Catterick, 30 september 1970) is een Brits acteur. 
Petrie is getrouwd met actrice Lucy Scott met wie hij drie zonen heeft. 

## Carrière
Petrie begon in 1993 met acteren in de televisieserie Demob, waarna hij nog meerdere rollen speelde in televisieseries en films. Hij speelde in onder andere The Forsyte Saga (2002-2003), Utopia (2013-2014) en The Night Manager (2016). 

## Filmografie

### Films
Uitgezonderd korte films.
- 2024 Magpie - als Richard
- 2021 Silent Hours - als inspecteur Charles 'Chuck' Carter
- 2021 Eight for Silver - als Seamus Laurent
- 2020 Agatha and the Midnight Murders - als sir Malcolm Campbell
- 2020 Sulphur and White - als Jeff
- 2019 Hellboy - als Lord Adam Glaren
- 2017 Silent Hours - als Charles 'Chuck' Carter
- 2017 Hampstead - als Steve Crowley
- 2016 Rogue One: A Star Wars Story - als generaal Davits Draven
- 2015 Victor Frankenstein - als hoofdinspecteur
- 2015 Kicking Off - als Anthony Greaves
- 2014 A Little Chaos - als De Ville
- 2014 The Face of an Angel - als Steve
- 2013 Vendetta - als DCI Spencer Holland
- 2013 Lucan - als Lucan
- 2013 Rush - als Stirling Moss
- 2013 The Suspicions of Mr Whicher: The Murder in Angel Lane - als dr. Casement
- 2012 Ashes - als dr. Burrows
- 2012 Cloud Atlas - als diverse karakters
- 2012 Metamorphosis - als de supervisor
- 2010 The Taking of Prince Harry - als Jack Pastor
- 2010 Gracie! - als Basil Dean
- 2010 Devil's Playground - als Andy Billing
- 2008 A Bunch of Amateurs - als Rupert Twist
- 2008 The Duchess - als Heaton
- 2008 The Bank Job - als Philip Lisle
- 2007 The Mark of Cain - als majoor Rod Gilchrist
- 2005 Man to Man - als Beckinsale
- 2003 State of Mind - als Nick Grainger
- 2000 Second Sight: Parasomnia - als Neil
- 2000 The Stretch - als Jonathon Nichols
- 1997 Mrs. Dalloway - als Herbert
- 1996 Emma - als Robert Martin

### Televisieseries
Uitgezonderd eenmalige gastrollen.
- 2025 Andor - als General Davits Draven - 4 afl.
- 2022-2024 Funny Woman - als Ted Sargent - 9 afl.
- 2019-2023 Sex Education - als mr. Groff - 31 afl.
- 2023 The Following Events Are Based on a Pack of Lies - als Rob Chance - 5 afl.
- 2022 Why Didn't They Ask Evans? - als Eerwaarde Richard Jones - 3 afl.
- 2022 Deep Heat - als Clifford - 6 afl.
- 2019 Year of the Rabbit - als mr. Larkham - 5 afl.
- 2018-2019 Deep State - als George White - 14 afl.
- 2018 The Terror - als dr. Stanley - 6 afl.
- 2017 Genius - als Heinrich Weber - 3 afl.
- 2016 New Blood - als Charles Matherson - 2 afl.
- 2016 Undercover - als Robert Greenlaw - 6 afl.
- 2016 The Night Manager - als Sandy Langbourne - 6 afl.
- 2013-2014 Utopia - als Geoff - 10 afl.
- 2012 Whitechapel - als dr. Simon Mortlake - 2 afl.
- 2011 Strike Back - als Kenneth Bratton - 2 afl.
- 2008 Mutual Friends - als Carl Cato - 4 afl.
- 2007 Cranford - als majoor Gordon - 2 afl.
- 2002-2003 The Forsyte Saga - als George Forsyte - 10 afl.
- 1998 Jonathan Creek - als Duncan Proctor - 2 afl.
- 1993 Demob - als Hodges - 2 afl.

- Library of Congress Control Number: no2012156133
- MusicBrainz: 38d2a4d9-2147-4a9c-9331-5b7d37177317
- Nationale Bibliotheek van Israël: 987012469335405171
- Virtual International Authority File: 294243146
- WorldCat: E39PBJcwFjX9HxJ9pPYf96wBfq